# Turgay Şeren
Türkay Sabit Şeren dit Turgay Şeren, né le 15 mai 1932 à Keçiören, province d'Ankara (Turquie) et mort le 7 juillet 2016 à Istanbul (Turquie), est un joueur de football, ancien gardien de but du club de Galatasaray SK.

## Carrière
Turgay Şeren joue sous les couleurs de Galatasaray de 1949 à 1966 et pour l'équipe nationale de la Turquie à 46 reprises, participant à la Coupe du monde de football de 1954. En 1951, il a réalisé un arrêt mémorable contre l'Allemagne à Berlin[réf. nécessaire]. Ce match fut gagné par la Turquie 2-1. Après ce match, il reçut le surnom de « panthère de Berlin ».
À sa naissance, son père voulut mettre le nom de son frère d'arme Mustafa Kemal Ataturk mais lui mit le nom de Türkay Sabit. Comme les enseignants français lisaient la liste de noms, il lisait le nom de Türkay,  Turgay. Il montra très souvent que son nom était bien Türkay Sabit Şeren sur ses papiers.

## Palmarès
- Championnat de Turquie : 1962 et 1963
- Coupe de Turquie : 1963, 1964, 1965 et 1966